# Tagoropsis subrufa
Tagoropsis subrufa är en fjärilsart som beskrevs av Griveaud 1964. Tagoropsis subrufa ingår i släktet Tagoropsis och familjen påfågelsspinnare. Inga underarter finns listade i Catalogue of Life.